# Élections constituantes micronésiennes de 2019
Les élections constituantes micronésiennes de 2019 ont lieu le 5 novembre 2019 aux États fédérés de Micronésie afin d'élire une convention constitutionnelle chargée de proposer des amendements à la constitution.
Le scrutin fait suite au référendum de mars 2019 au cours duquel la population approuve à un peu plus de 60 % la convocation d'une telle convention. 
Aucun parti n'existant aux États fédérés de Micronésie, l'ensemble des 24 délégués élus sont sans étiquette. La convention élue se réunit à partir du 7 janvier 2020. Ses travaux sont cependant interrompus le 13 mars du fait de la progression de la pandémie de Covid-19 qui conduit le gouvernement à déclarer l'état d'urgence. Ils reprennent en juin 2022, et aboutissent à l'adoption de huit amendements constitutionnels, soumis à référendum le 4 juillet 2023.

## Référendum de mars 2019

Carte des États fédérés de Micronésie

Les États fédérés de Micronésie sont une république fédérale présidentielle. Le président est à la fois chef de l’État et chef du gouvernement. Il n'existe pas de partis politiques.
La convocation d'une assemblée constituante, appelée « convention constitutionnelle », est liée à un référendum décennal automatique imposé par la constitution micronésienne.
L'article XIV de cette dernière impose en effet la tenue au moins tous les 10 ans d'un référendum demandant à la population : « Une convention doit-elle être mise en place pour réviser ou amender la constitution ? ». Une majorité absolue des voix au niveau national suffit, et aucun quorum de participation n'est exigé. Dans le cas d'un vote positif, le Congrès doit organiser l'élection des délégués de la convention au plus tard lors des prochaines législatives. La convention est alors chargée de proposer des amendements, qui seront soumis à référendum. Outre celle de 1975 ayant mené à l'écriture de la constitution du pays à son indépendance en 1978, une telle convention a jusqu’à présent eut lieu par deux fois, en 1990 et en 2001.
Lors du référendum organisé le 5 mars 2019, 60,84 % des votants approuvent la convocation d'une nouvelle convention.  L'annonce du résultat a lieu dans la confusion, la commission électorale déclarant le 13 mars le référendum invalide en interprétant l'article XIV.2 comme requérant une majorité de Oui dans une majorité d'États, en contradiction avec les termes de l'article et son interprétation lors des scrutins antérieurs. Le 18 avril suivant, la commission revient sur sa décision et déclare le résultat valide, confirmant la tenue d'une convention constitutionnelle,

## Convocation et modalités

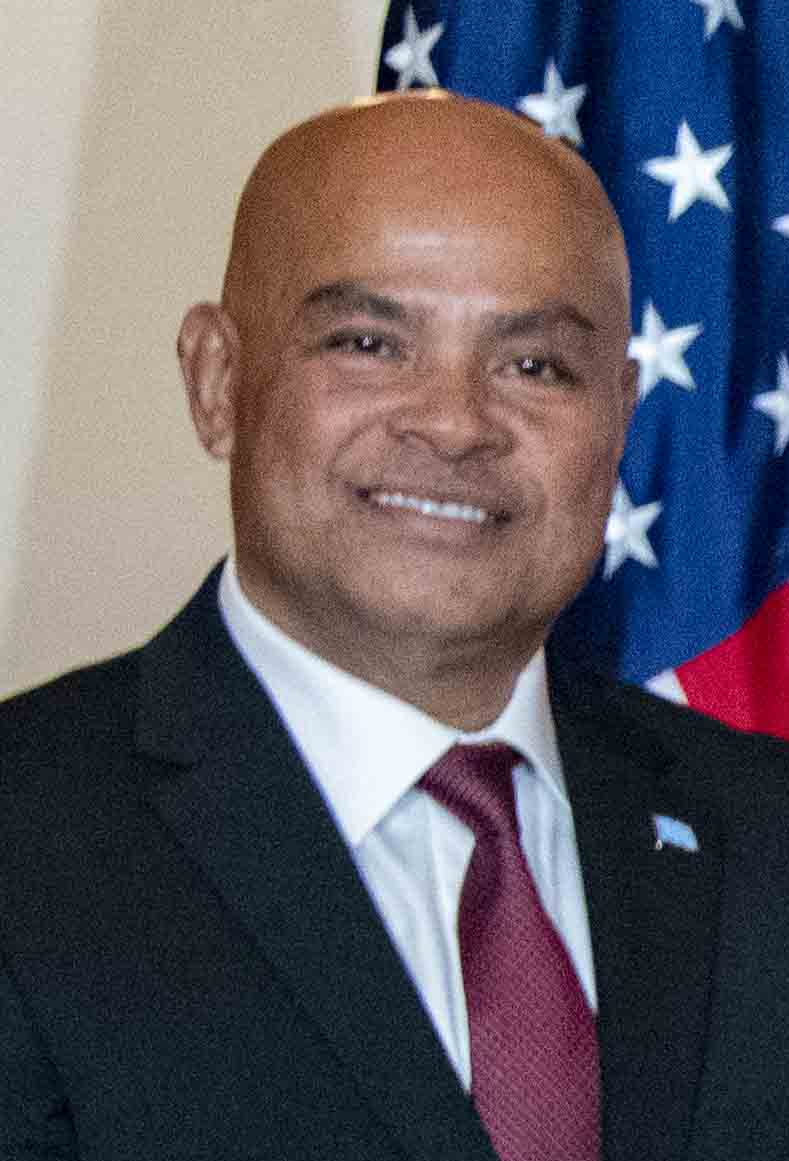
David Panuelo.

Le président David Panuelo signe le 7 aout la loi de convocation des élections constituantes pour le 5 novembre suivant. Celle ci détaille les modalités du scrutin.
La convention compte 24 délégués. Chacun des quatre États de la fédération dispose d'un délégué élu au scrutin uninominal majoritaire à un tour. Deux autres délégués sont élus au Scrutin majoritaire plurinominal pour chacun des dix districts du pays répartis en proportion de la population : cinq dans l'État de Chuuk, un dans l'État de Kosrae, trois dans l'État de Pohnpei et un dans l'État de Yap. Dans chaque circonscription, le ou les candidats ayant recueilli le plus de voix en leur faveur sont élus délégués.
Les délégués doivent être âgés d'au moins 25 ans, résider de manière permanente dans le pays et ne pas avoir été privés de leurs droits civiques

## Résultats
| Circonscription | Chuuk | Kosrae                      | Pohnpei                                                                            | Yap                               |
| --------------- | --- | --------------------------- | ---------------------------------------------------------------------------------- | --------------------------------- |
| État            | Redley Killion | Johnson Asher               | Iso Salvador Iriarte                                                               | Victor Nabeyan                    |
| District        | Peter Sitan Marcus Samo Camillo Noket Nickson Bossy Jack Fritz Myron Hashiguchi Cindy Siren Mori Kind Kanto Asterio Takesy James Naich | Yoslyn Sigrah Canney Palsis | Akilino Susaia Tesiwo Liwy Berney Martin Salomon Saimon Mason Albert Ricky Cantero | Andrew R. Yatilman Andy P. Choor, |
| Total           | 11 | 3                           | 7                                                                                  | 3                                 |

## Convention

### Sessions de 2020

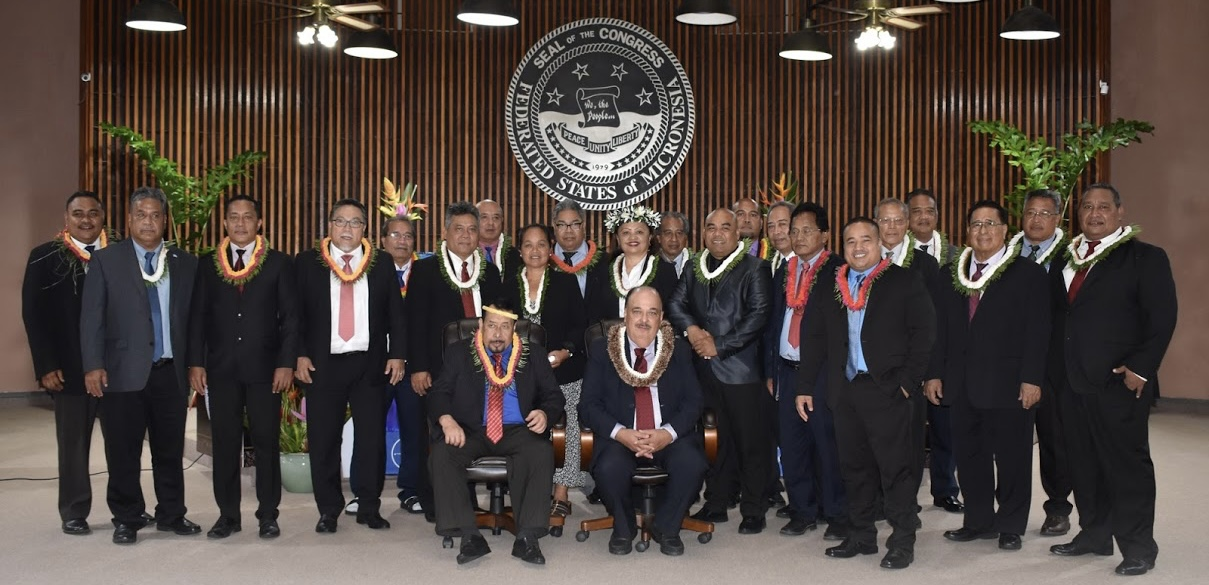
Les délégués de la convention réunis en janvier 2020.

Une réunion préalable de la convention a lieu pendant quinze jours à partir du 3 décembre afin de permettre aux vingt-quatre délégués de s'accorder sur son président et son règlement interne,.
La convention en elle-même se réunit à Palikir dans l'État de Pohnpei, une première fois à partir du 7 au 22 janvier 2020. David Panuelo assure de manière temporaire la présidence de la convention lors de sa session inaugurale, avant l'élection de l'ancien vice-président Redley Killion. Plusieurs comités sont mis en place par la convention afin de proposer et rédiger des amendements à la constitution, qui sont débattus puis votés à la double majorité des deux tiers des membres, soit 16 voix, puis d'au moins trois délégations sur quatre. Cette première session de quinze jours conduit ainsi à l'introduction de soixante-deux amendements, amenés à être modifiés voire fusionnés par la suite,. Les délégués retournent après cette session dans leurs circonscriptions respectives afin de consulter la population sur le contenu des amendements, ces derniers faisant également l'objet d'un avis du département des Finances,.
Une deuxième session de quinze jours a lieu du 24 février au 10 mars pour une durée totale d'initialement 30 jours, qui est étendue à 45 jours par l'utilisation de l'extension légale de quinze jours supplémentaires,. Les travaux de la convention reçoivent notamment le soutien affirmé du président micronésien David Panuelo, qui veille à son financement et au décalage des sessions du parlement afin de permettre à la convention d'utiliser ses locaux,.
La convention est cependant brusquement interrompue le 13 mars du fait de la progression de la Pandémie de maladie à coronavirus qui conduit le gouvernement à déclarer l'état d'urgence et la fermeture totale des frontières aux étrangers. La convention a tout juste le temps de mener à leur terme le processus d'adoption de deux amendements — L'un sur le quorum nécessaire pour l'adoption d'un amendement, et l'autre sur les conditions d'obtention de la citoyenneté — avant que les délégués ne rentrent chez eux rejoindre leurs proches. Les deux amendements sont transmis au président Panuelo le 23 mars suivant, en attendant la reconvenue de la convention une fois levé l'état d'urgence sanitaire. Le premier amendement portant sur les conditions même de validation d'un amendement, la convention adopte dans la foulée une résolution appelant le président à convoquer séparément les électeurs afin de voter au préalable sur son adoption, et dans un second temps sur celle des autres amendements. Ce vote en deux temps permettrait ainsi de faire appliquer les nouvelles règles aux votes suivants en cas de vote positif au premier.

### Session de 2022
La maitrise de la pandémie prend la priorité sur le processus constituant pendant plus de deux ans. A la mi-2022, les États fédérés de Micronésie parviennent à devenir l'un des deux seuls pays à éradiquer totalement le virus sur son territoire, ce qui permet à la convention de se réunir à nouveau le 1er juin 2022, après 26 mois d'interruption. Les délégués décident de reprendre les travaux tels que laissés au moment de leur interruption. Ils adoptent à l'unanimité une résolution cooptant Roger Arnold et Joannes Risin pour pourvoir les sièges laissés vacants par le décès de Peter Sitan et Camillo Nocket, pour lesquels la convention observe une minute de silence. Le président de la convention, Redley Killion, déclare n'avoir jamais douté un instant du retour de la convention pour mener à bien la tâche que lui a confier la population,.
La convention met définitivement fin à ses travaux le 28 juin 2022, après avoir adopté six amendements supplémentaires, portant leur total à huit,.

## Travaux

### Premier amendement
La première proposition d'amendement adoptée par la convention porte sur l'article XIV section 1 de la constitution, et vise à faire passer le quorum nécessaire pour la validation d'un amendement par référendum de trois quarts des suffrages exprimés dans trois États sur quatre à deux tiers des suffrages exprimés, toujours dans trois États sur quatre,.

### Second amendement
Le second amendement porte sur l'article III de la constitution et vise à autoriser la double nationalité, à restaurer la nationalité des Micronésiens l'ayant perdue en omettant de renoncer à leur deuxième avant leurs 21 ans, à permettre à ceux ayant renoncé à la citoyenneté micronésienne pour cause de binationalité de la retrouver sous certaines conditions définies par la loi, et enfin à épurer des sections devenues obsolètes, concernant l'accession à la citoyenneté lors de la période ayant suivi l'indépendance du pays,.

### Troisième amendement
Le troisième amendement porte sur l'article IX section 6 de la constitution, et vise à modifier la répartition des revenus dérivés de l’octroi de Permis de pêche sur le territoire des quatre états composant le pays, à l'avantage des états. 
Au lieu de revenir en intégralité au gouvernement fédéral, la moitié de la somme totale annuelle de ces revenus seraient répartis entre les états. Sur cette somme, 30 % seraient répartis entre eux à part égale, et les 70 % restants répartis au prorata de leur population,.

### Quatrième amendement
Le quatrième amendement porte sur l'article IX section 2 de la constitution et vise à renforcer le veto présidentiel en augmentant le nombre de voix nécessaire pour que le congrès puisse passer outre,. 
Le veto présidentiel est alors essentiellement symbolique. Pour faire passer une loi, le Congrès doit en effet la voter en première lecture à la majorité qualifiée des deux tiers du total de ses membres, soit 10 voix sur 14, puis en deuxième lecture à la majorité des trois quart des délégations de chaque état — c'est-à-dire les quatre sénateurs représentant chacun un état —, soit 3 voix sur 4. Les conditions pour passer outre un veto présidentiel sont exactement les mêmes que celles imposées en seconde lecture. En pratique, le veto n'a donc qu'une valeur symbolique permettant au président d'exprimer son désaccord sans rendre le passage d'une loi plus difficile pour le Congrès,.
L'amendement propose que le veto ne puisse être outrepassé que si deux tiers des sénateurs de district votent pour soit, 7 sur 10, puis trois quart des sénateurs d'état, soit 3 sur 4. Le pouvoir exécutif est ainsi renforcé,.

### Cinquième amendement
Le cinquième amendement porte sur l'article IX section 6 de la constitution et vise à créer une clé de répartition des revenus liés à l'exploitation des minerais, pétrole, gaz et autres matières non vivantes du fond marin au delà des 12 milles marins des eaux territoriales. Aucune exploitation de ce genre n'a encore eu lieu dans l'histoire du pays, et le sujet est jusqu'alors absent de la constitution. Cette dernière est par conséquent interprétée comme appliquant la même règle pour ces éléments que pour les produits de la pèche, faute de passage plus spécifique,.
La répartition prévoit que ces revenus soient partagés à part égale entre le gouvernement fédéral et l'état sur le territoire desquels l'exploitation à lieu. Si l'exploitation concerne plusieurs états, ceux ci se divisent à part égale la moitié dévolue aux états,.

### Sixième amendement
Le sixième amendement porte sur l'article IX section 9 de la constitution et vise à modifier les conditions de candidature au Congrès et à la présidence. 
La constitution requiert alors un âge minimum de trente ans au moment de l'élection, un casier judiciaire vierge de tout délit pénal, la nationalité micronésienne acquise depuis au moins quinze ans, et une domiciliation dans l'état où le candidat se porte candidat depuis au moins cinq ans. Le président étant élu par le Congrès en son sein, ces conditions s'appliquent également au candidats à la présidence,.
L'amendement vise à remplacer l'obligation de détenir la nationalité depuis quinze ans par celle de l'avoir obtenue de naissance. La domiciliation depuis cinq ans est aussi modifiée pour concerner l'ensemble du pays. La domiciliation dans l'état où l'individu présente sa candidature est maintenue, mais celle ci n'est plus soumise à une durée minimum de cinq ans,.

### Septième amendement
Le septième amendement porte sur l'article XI section 6b de la constitution et vise à donner aux courts de justices des états la pleine juridiction sur les affaires concernant un terrain. La cour suprême fédérale disposait jusqu'alors de cette juridiction,.

### Huitième amendement
Le huitième amendement porte sur l'article XII de la constitution et vise à introduire une section 4 qui créée le bureau du procureur indépendant, une agence indépendante du gouvernement national, chargée d’enquêter et de poursuivre les individus, entités ou gouvernements dans les domaines de la corruption et du détournement de fonds publics. Ces pouvoirs sont jusqu'alors confiés au bureau de l'auditeur public, mais sans la capacité à poursuivre les affaires en justice,.
Si le Procureur indépendant est nommé pour un mandat de six ans non renouvelable par le président avec l'assentiment des deux tiers du Congrès, l'amendement prévoit plusieurs dispositions devant assurer son indépendance et son autonomie vis-à-vis du président, du Congrès et des autres institutions. En cas de vacance du poste, un successeur est choisi par le Procureur général jusqu'à ce que le président nomme un remplaçant,.

## Suites
Les amendements sont transmis au président de la fédération afin d'être soumis individuellement à référendum. Initialement, l'organisation de ces derniers est prévue en même temps que les élections législatives de mars 2021, ou avant cela en décembre 2020 sur décision du président Panuero si un amendement avait concerné le système électoral national,. La pandémie de Covid-19 conduit cependant à un report du calendrier référendaire. La reprise des travaux de la convention en 2022 aboutit à l'adoption de huit amendements constitutionnels, qui sont soumis à référendum le 4 juillet 2023.
Le résultat de chaque référendum portant sur un amendement est légalement contraignant. Les amendements ne sont cependant considérés comme valides qu'à la condition de recueillir une majorité qualifiée de 75 % des suffrages exprimés en leur faveur dans au moins trois des quatre États,. Si plusieurs amendements contradictoires sont adoptés simultanément, celui ayant remporté le plus de suffrages prévaut.
L'organisation de la convention est initialement suspectée de pouvoir avoir des répercussions au niveau de l'État de Chuuk, dont le gouvernement projette depuis 2015 de proposer à la population l'indépendance vis-à-vis des États fédérés de Micronésie. L’État avait entrepris d'organiser un référendum à ce sujet le même jour que les élections générales de 2019,, mais celui ci est finalement repoussé à une date indéterminée quelques semaines avant le scrutin.